# Олло, Карл Антонович
Карл Антонович Олло (неизвестно — 1914) — фигурист из России, серебряный призёр чемпионата Европы 1911 года, трёхкратный чемпион России (1910, 1911, 1912 годов), двукратный серебряный (1907, 1908 года), а также бронзовый призёр чемпионата России (1905 года) в мужском одиночном катании. Представлял петербургскую школу фигурного катания.

## Биография
Работал в товариществе «Треугольник». Тренировался  
с 1903 года в Юсуповском саду Санкт-Петербурга у Николая Александровича Панина—Коломенкина. В начале Первой мировой войны ушёл добровольцем на фронт. 
Погиб осенью 1914 года при переправе через реку Сан, попав под огонь германской артиллерии.

## Спортивные достижения
| Соревнования/Сезоны | 1905 | 1906 | 1907 | 1908 | 1909 | 1910 | 1911 | 1912 |
| ------------------- | ---- | ---- | ---- | ---- | ---- | ---- | ---- | ---- |
| Чемпионаты Европы   |      |      |      |      | 4    |      | 2    |      |
| Чемпионаты России   | 3    |      | 2    | 2    |      | 1    | 1    | 1    |